# Joseph Boutaud
Joseph-Jacques-Marie Boutaud, né le 19 mars 1866 à Saillant et décédé le 30 mars 1936 à Clermont-Ferrand, est un homme politique français.

## Biographie
D'abord instituteur comme son père et professeur, il devient docteur en droit en 1902 et s'inscrit comme avocat au Puy-en-Velay, où il devient bâtonnier. Conseiller général du canton de Vorey, il est député de la Haute-Loire de 1910 à 1914, inscrit au groupe de la Gauche radicale.

## Sources
1. ↑  « 6 E 308 11 - vue 25/180 - 1863-1872 », sur Archives départementales du Puy-de-Dôme (consulté le 31 janvier 2025)

- « Joseph Boutaud », dans le Dictionnaire des parlementaires français (1889-1940), sous la direction de Jean Jolly, PUF, 1960 [détail de l’édition]